# Pilea ovalifolia
Pilea ovalifolia är en nässelväxtart som beskrevs av Nathaniel Lord Britton och Wilson. Pilea ovalifolia ingår i släktet pileor, och familjen nässelväxter. Inga underarter finns listade i Catalogue of Life.